# DMFC
Pin nhiên liệu dùng mêtanol trực tiếp, viết tắt là DMFC (Direct Methanol Fuel Cell) là một loại pin nhiên liệu có đặc điểm đặc trưng là hydro bị oxy hóa ở anode, được sinh ra trực tiếp từ mêtanol.
Mêtanol rất khó phản ứng với hydro giống như glycol, ammoniac hay hydrazin; và đây cũng là chất độc. Tuy nhiên việc vận hành trực tiếp từ mêtanol có ưu điểm do nó là một hydrocarbon tồn tại ở trạng thái lỏng ở nhiệt độ bình thường, và là sản phẩm của khí tự nhiên. Cũng có khả năng điều chế chất này từ dầu mỏ hay than đá.
Nhiệt độ sôi của mêtanol ở áp suất khí quyển là dưới 65 °C, khiến cho nhiệt độ vận hành của máy chừng 60-70 °C để tránh được áp suất khí quá lớn.

## Đặc điểm
Chất đốt là một hỗn hợp của nước và mêtanol. Cơ chế phản ứng rất phức tạp, với sự xuất hiện của chất hấp thụ như là HCOH, HCOOH. Nếu phản ứng này có chất xúc tác Pt/Ru, phản ứng có thể xảy ra với giai đoạn có chứa các hợp chất như PtCOH, PtCO là những chất độc. Rutheni được cho thểm để cho hạn chế sự độc hại.
Các phản ứng điện hóa tạo ra một điện thế bên anode Ea = 0,016 V. Bên cực cathode, oxy đóng vai trò là chất oxy hóa theo. Điện thế ở cực cathode là Ec = 1,23 V. Tổng cộng lại, điện thế tương ứng là 1,21 V trong điều kiện tiêu chuẩn (25 °C và dưới 1 bar).
Theo lý thuyết, có thể đạt đến hiệu suất phát điện là 96%. Tuy nhiên, còn các giới hạn khiến hiệu suất bị giảm trên thực tế. Một phần, phản ứng oxy hóa luôn luôn không hoàn toàn, có thể tạo ra HCOOH và HCOH. Mặt khác, các thế điện cực thì rất khác với lý thuyết, do sự quá điện áp (0,3 V ở anode và 0,4 V ở cathode).
Những sản phẩm trung gian của những phản ứng (HCCOH) cũng là các chất dễ gây nhiễm độc.
Những chất xúc tác đủ mạnh để oxy hóa methanol và bền ở 60 °C chủ yếu là những hợp kim mang tính base của bạch kim (Pt-Sn, Pt-Re, Pt-Ru).
Sự bốc hơi của CO2 cần thiết cho sự thanh lọc khí trước khi loại trừ nó khí quyển.
Nhiệt độ vận hành của pin nhỏ nên nó khởi động nhanh.

## Màng
Màng ngăn của loại pin này là dạng axit, gồm một màng ngăn polymer và màng chất lỏng. Với loại màng alcacil, CO2 sản xuất ra do quá trình oxy hóa mêtanol khi phản ứng với những ion hydroxide. Người ta cũng dùng các loại màng như trên cho các dạng pin của PEMFC.
Một vấn để khác là khả năng thấm ngang qua màng về phía cathode và quá trình oxy hóa cùng với oxy trong CO2 và nước (không cung cấp cho dòng). Hiện tượng này được gọi là "cross over" làm mất mát nhiên liệu đốt cháy khoảng 10%.
Energy Visions Inc. (EVI), một nơi chế tạo pin DMFC, đã phát triển công nghệ để thu hồi mêtanol và tránh hiện tượng những hiện tượng những sản phẩm ô nhiễm môi trường. Công nghệ trên thực hiện nhờ vào những tấm màng lưu động: hệ thống này cho phép kiểm tra những nồng độ của những sản phẩm, đo pH, độ ẩm và nhiệt độ của pin. EVI đã làm thu nhỏ lại lượng xúc tác trong điện cực.

## Ứng dụng
Loại pin nhiên liệu DMFC có kích thước cực nhỏ có thể được dùng để cung điện cho các máy điện thoại di động, máy vi tính xách tay. Pin này có thể thay thế cho cá loại pin thông thường dùng trong các nhiều máy móc điện tử. Manhattan Scientific Inc. Cho rằng DMFC trong lĩnh vực xách tay có chứa nhiều năng lượng trong một đơn vị khối lượng (Wh/kg) gấp 5 lần so với pin Li-Ion.
Energy Visions Inc. (EVI) cũng đã sản xuất DMFC với công suất 300W có thể cung cấp cho các phương tiện về quân sự. Mục đích của EVI là thử nghiệm và đưa ra thị trường những phương tiện nhỏ (xe đánh golf, mô tô, xe đạp điện).
Trên lĩnh vực về các trạm phát điện, DMFC có thể có một vài ứng dụng nhưng giới hạn.